# Diictodon
Diictodon es un género extinto de terápsidos dicinodontos que medían alrededor de 45 cm de largo. Estos sinápsidos, parecidos a los mamíferos, vivieron durante el período Pérmico (del Capitaniense al Changhsingiense), hace entre 265 y 251 millones de años. Los fósiles de estos animales han sido encontrados en Asia y África (en realidad, más de la mitad de vertebrados del Pérmico encontrados en Sudáfrica son del género Diictodon). Este pequeño sinápsido es el de mayor éxito en el período Pérmico.

## Características
Diictodon poseía una cabeza desproporcionadamente grande en comparación a su cuerpo, terminada en un pico córneo. Hembras y machos tenían un par de colmillos que salían de la mandíbula superior, se cree que en los machos eran ligeramente más grandes. Diictodon tenía fuertes brazos y piernas así como 5 garras afiladas en cada mano y puede haber tenido el olfato y la vista muy desarrollados. Su columna vertebral se movía de lado a lado cuando caminaba. Las mandíbulas también se habían simplificado; con algunos huesos dedicados al oído, esto último se considera un rasgo clave para la definición de los mamíferos.

### Tamaño

Tamaño de un Dictodon en comparación con un humano.

El Diictodon medía aproximadamente 50 cm de largo y 7 cm de alto, sus madrigueras era proporcionales a su tamaño puesto que median 2 metros.

## Estilo de vida

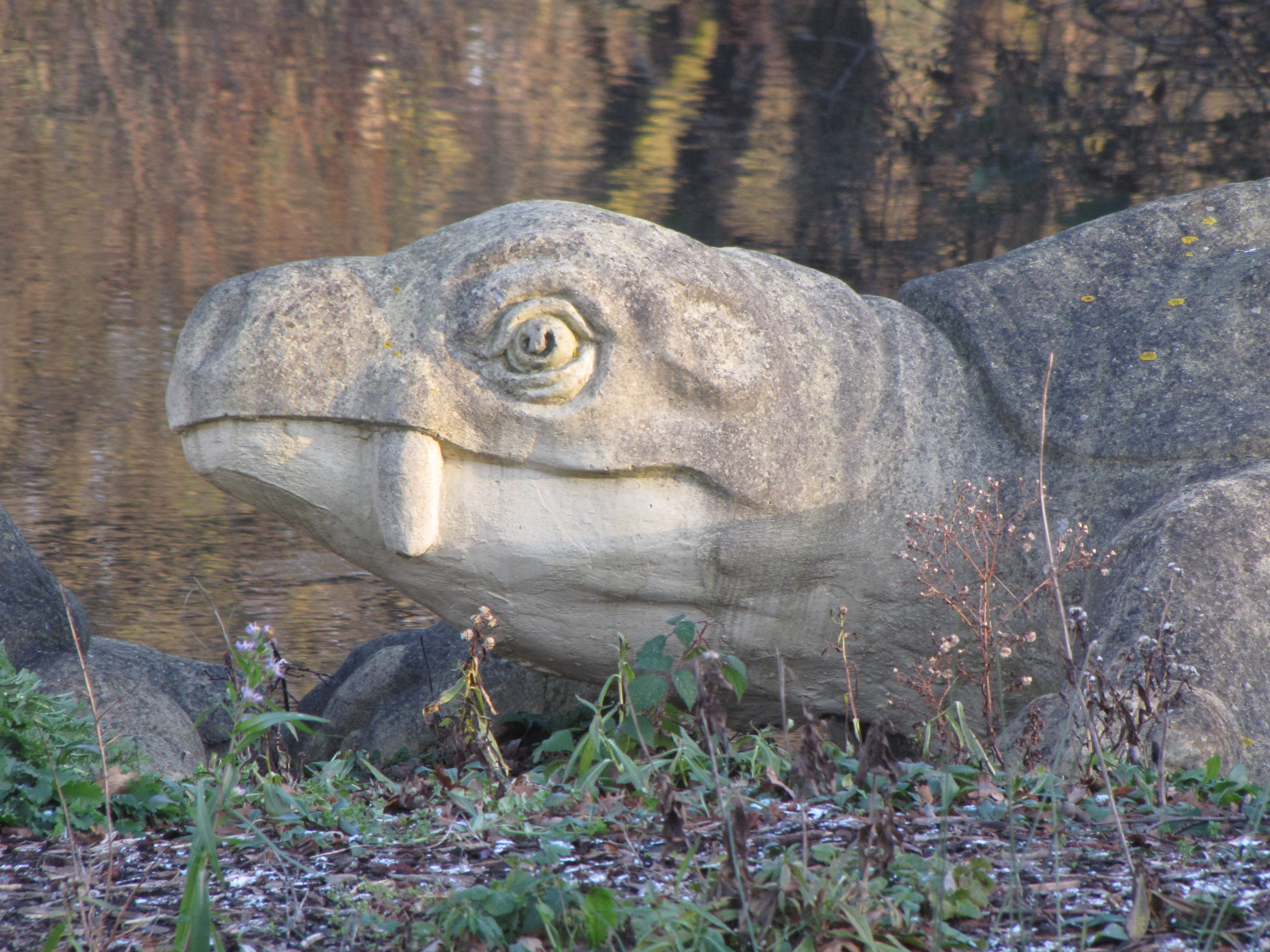
Diictodon en el Crystal Palace.

Como terápsido, comparte muchas de sus características con los mamíferos de hoy en día. Hacían madrigueras en la tierra, que podían llegar a medir hasta 1,5 metros de largo, lo que les permitía refugiarse y escapar del calor del desierto.
Muchos creen que podría haber vivido como los perros de pradera; dentro de sus madrigueras se han encontrado esqueletos de este animal, y muchas veces están en pareja, lo que sugiere que los Diictodon (macho y hembra) se aparean de por vida. Muchos Diictodon, sin embargo, anidaban cerca de las llanuras de inundación, y algunos especímenes pudieron haber muerto ahogados cuando el agua subió, inundando su nido. No tenían rivales conocidos por su mismo nicho ecológico, por lo que pudo haber competido con los de su propia especie por la poca materia vegetal disponible.

## Dieta
Como todos los dicinodontes, Diictodon era herbívoro. Utilizaban sus picos para romper la poca materia vegetal del desierto. Al igual que los animales del desierto moderno, pudo haber tenido un eficiente sistema digestivo, debido a los pocos nutrientes de estas plantas. Como hacían madrigueras, era posible que se alimentaran de tubérculos, así no beberían agua hasta acabar el tubérculo.

## En la cultura popular
El Diictodon apareció en el documental Walking with Monsters y en la tercera temporada de la serie Primeval.